# Gazzetta Chimica Italiana
La Gazzetta Chimica Italiana era una revista científica italiana de química, editada por la Società Chimica Italiana.

## Historia
La revista fue fundada en Palermo el año 1871. En diciembre de 1997, es decir, 127 años después de su fundación, se fusionó con otras revistas de química de Bélgica, Francia, Alemania, Países Bajos, España y otros países, editadas por las sociedades nacionales de Química de dichos países, respectivamente, el Bulletin des Sociétés Chimiques Belges, el Bulletin de la Société Chimique de France, Chemische Berichte/Recueil, Justus Liebigs Annalen der Chemie.
Dejaron de publicarse tras su fusión para dar lugar a dos revistas europeas de química: European Journal of Organic Chemistry y European Journal of Inorganic Chemistry.
La revista era publicada mensualmente. Los artículos se editaban originalmente en idioma italiano pero en las últimas décadas lo hacían especialmente en idioma inglés. ISSN 0016-5603.
Entre los fundadores de la revista estaban Stanislao Cannizzaro, profesor de Química en la Universidad de Palermo, y Emanuele Paternò, que en 1873 sustituyó a Cannizzaro en Palermo mientras este se trasladó a la Universidad La Sapienza de Roma.